# Omwentelingsas

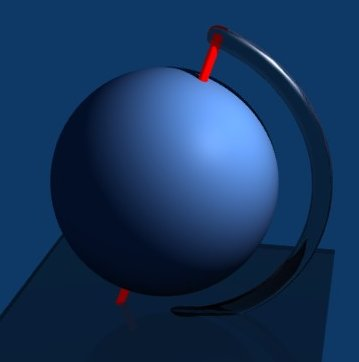
Illustratie van een rotatieas zoals bij een globe-op-standaard

De omwentelingsas of rotatieas is de denkbeeldige as waaromheen een lichaam roteert (zowel met rotatie in de zin van beweging als in de zin van afbeelding). 

## Formeel
Bij een niet-triviale rotatie in de zin van een soort afbeelding in de driedimensionale ruimte is de rotatieas de verzameling dekpunten. Deze verzameling is een lijn.
Bij een rotatie in de zin van beweging van een star lichaam komt de positieverandering van elk deeltje van het lichaam tussen elk tweetal momenten overeen met de toepassing van een rotatie in de eerste zin, met steeds dezelfde rotatieas, voor zover die niet onbepaald is. Deze is de rotatieas van de rotatie in de zin van beweging (alleen als deze rotatie steeds de triviale is, is deze rotatieas onbepaald). De deeltjes in de eventuele gemeenschappelijke punten van de rotatieas en het lichaam veranderen dus niet van positie.
Als de gemeenschappelijke punten een lijnstuk vormen wordt ook dit lijnstuk wel de rotatieas genoemd.

## Algemeen
De rotatieas is de verzameling van punten die in rust zijn, en tot een bewegend lichaam behoren. Die punten kunnen eventueel buiten het lichaam liggen, dan heeft men een uitwendige rotatieas.

## Hemellichamen
Meer specifiek wordt de term gebruikt in verband met hemellichamen zoals planeten, sterren of de maan. Als de beweging ten opzichte van het zwaartepunt wordt beschouwd, en dus de beweging van het hemellichaam in zijn baan buiten beschouwing wordt gelaten, is de beweging vaak een rotatie.  De plaatsen waar de rotatieas het oppervlak van het hemellichaam snijdt, noemt men de polen. Zo is bijvoorbeeld de aardas de rotatieas van de Aarde.
De hoek die de rotatieas maakt met het vlak waarin een planeet zich rond de zon beweegt bepaalt de seizoenen. Bij een kleine hoek zijn de verschillen tussen de seizoenen klein, bij een grote hoek zijn de verschillen groot. Het heeft ook (kleine) gevolgen voor getijdenbewegingen.
Naast de rotatieas hebben sommige planeten en sterren ook een magnetische as, die trouwens niet hoeft samen te vallen met de rotatieas.